# Александра Богданска
Александра Богданска е българска инфлуенсърка, модел, актриса, риалити участничка и телевизионна водеща. Тя е известна като модел и инфлуенсър в социалните мрежи.

## Биография
Родена е на 27 януари 1994 г. в град Благоевград, Република България в семейството на Янка и Милан Богдански. Тя е била рекламно лице в Европа, САЩ и Япония.
Завършва Професионална гимназия по икономика „Иван Илиев“ в град Благоевград, а през 2017 г. завършва Университета за национално и световно стопанство в София.
През септември 2017 г. участва в деветия сезон на риалити шоуто „ВИП Брадър“.
Заедно с бившия си съпруг Даниел Петканов създават канала „Мама Модел и Лудия Репортер“ в YouTube.
От 2020 г. до 2021 г. се явява като репортер в музикалното риалити „Гласът на България“.
През 2024 г. води шестия сезон на Big Brother заедно с Башар Рахал.

## Актьорска кариера
Александра Богданска има малка роля в американския филм „Непобедимите 3“, който излиза по кината през 2014 г.

### Кариера в дублажа
Между 2018 г. и 2021 г. Богданска озвучава два филма – „Гринч“ и „Зайчето Питър 2: По широкия свят“ (с ролята на Ръкавичка), записани в дублажното студио „Александра Аудио“.

## Личен живот
През 2017 г. се омъжва за репортера и инфлуенсър Даниел Петканов, но двамата се развеждат в началото на 2022 г. Имат един син, роден през 2019 г.